# Грејланд (Вашингтон)
Грејланд (енгл. Grayland) насељено је место без административног статуса у америчкој савезној држави Вашингтон.

## Демографија
По попису из 2010. године број становника је 953, што је 49 (-4,9%) становника мање него 2000. године.
| Група             | 2000.       | 2010.       |
| Белци             | 938 (93,6%) | 848 (89,0%) |
| Афроамериканци    | 4 (0,4%)    | 3 (0,3%)    |
| Азијати           | 5 (0,5%)    | 11 (1,2%)   |
| Хиспаноамериканци | 29 (2,9%)   | 40 (4,2%)   |
| Укупно            | 1.002       | 953         |